# 14463 McCarter
14463 McCarter (1993 GA1) là một tiểu hành tinh vành đai chính được phát hiện ngày 15 tháng 4 năm 1993 bởi Spacewatch ở Kitt Peak.